# Gonomyia (Leiponeura) petronis
Gonomyia (Leiponeura) petronis is een tweevleugelige uit de familie steltmuggen (Limoniidae). De soort komt voor in het Neotropisch gebied.